# Anortominasragrita
L'anortominasragrita és un mineral de la classe dels sulfats. Pertany al grup de la minasragrita, i rep el seu nom de la seva relació amb l'espècie que dona nom al grup.

## Característiques
L'anortominasragrita és un sulfat de fórmula química V⁴⁺O(SO₄)(H₂O)₃·₂H₂O. Cristal·litza en el sistema triclínic formant crostes microcristal·lines i eflorescències. La seva duresa a l'escala de Mohs és 1.
Segons la classificació de Nickel-Strunz, la l'anortominasragrita pertany a «07.DB: Sulfats (selenats, etc.) amb anions addicionals, amb H₂O, amb cations de mida mitjana només; octaedres aïllats i unitats finites» juntament amb els següents minerals: aubertita, magnesioaubertita, svyazhinita, khademita, rostita, jurbanita, minasragrita, ortominasragrita, bobjonesita, amarantita, hohmannita, metahohmannita, aluminocopiapita, calciocopiapita, copiapita, cuprocopiapita, ferricopiapita, magnesiocopiapita i zincocopiapita.

## Formació i jaciments
Es troba a les esquerdes de fustes petrificades revestides de carbó, incrustade en un conglomerat triàsic. Sol trobar-se associada a altres minerals com: szomolnokita, sofre, rozenita, ortominasragrita, minasragrita, kornelita, ferricopiapita o bobjonesita. Només se n'ha trobat al grup de mines North Mesa, al districte de San Rafael (Comtat d'Emery, Utah, Estats Units).